# Детков, Юрий Леонидович
Юрий Леонидович Детков (род. 13 июня 1938) — профессор, член Союза писателей России (Санкт-Петербургское отделение). 
Автор исторических романов, в числе которых:
- «Осадный колокол»,
- «Императрица»,
- «Русь. Крещение огнём».

В своих произведениях автор выражает свой взгляд на некоторые важные события в истории России, оспаривая утверждения признанных метров Российской истории С. М. Соловьёва, Н. М. Карамзина и других.